# جاي سكوت بايك
جاي سكوت بايك (بالإنجليزية: Jay Scott Pike)‏ هو رسام كارتون أمريكي، ولد في 6 سبتمبر 1924 في فيلادلفيا في الولايات المتحدة، وتوفي في 13 سبتمبر 2015.